# Diallus subtinctus
Diallus subtinctus är en skalbaggsart som beskrevs av Francis Polkinghorne Pascoe 1866. Diallus subtinctus ingår i släktet Diallus och familjen långhorningar. Inga underarter finns listade i Catalogue of Life.